# Hu Binyuan
Hu Binyuan, född 7 november 1977 i Shanghai, är en kinesisk sportskytt.
Han blev olympisk bronsmedaljör i dubbeltrap vid sommarspelen 2008 i Peking.